# Saint-Adrien (Québec)
Pour les articles homonymes, voir Saint-Adrien.
Saint-Adrien est une municipalité du Québec située dans la MRC des Sources en Estrie.

## Toponymie
Cette municipalité de l'Estrie est implantée dans le canton de Ham-Nord, d'où sa dénomination de Ham-Partie-Sud-Ouest. Nommée Saint-Adrien-de-Ham en 1890 et devient une municipalité en 1960 sous le nom de Saint-Adrien évoquant la mission ouverte en 1877.

## Histoire
En 1840, Joseph Bouchette, arpenteur et agronome de Weedon, publie le rapport d’une inspection qu’il effectua dans le canton de Ham, l’été de la même année. Il mentionne que la terre se prêterait bien à la culture du blé et d’autres sortes de grains. Il précise entre autres que certaines parcelles offrent le support nécessaire à la production de lin et surtout à celle du chanvre. Il ne manque pas non plus de citer la diversité et l’ampleur de cette forêt, totalement inhabitée. Malgré tout cela, en 1844, il n’y a toujours qu’une quinzaine de familles dans Ham.
Les 7 et 10 août 1848, Olivier Arcand, de Disraeli, publie une circulaire dans Le Canadien de Montréal et le Journal de Québec. Il vante les conditions d’établissement dans le canton de Ham et la possibilité d’acquérir de bons lots pratiquement pour rien, dans bien des cas. Même si la réaction n’est pas aussi immédiate qu’à Wotton, elle n’en demeure pas moins importante. À preuve, en 1851 on recense une dizaine de familles canadiennes françaises sur la vingtaine établies dans Ham.
Toujours en 1851, un jeune prêtre du nom d’Antoine Racine et quelques-uns de ses collègues signèrent un manifeste intitulé Le Canadien émigrant. Ils mettent en garde les autorités contre le danger que représente l’exil des canadiens français vers les usines de la Nouvelle-Angleterre.
Dans les hautes sphères, on prend Le Canadien émigrant très au sérieux. Peu de temps après, la Loi des chemins est votée. Elle transfère l’entretien des chemins et les frais qui s’y rattachent aux propriétaires de lots de front. À cela s’ajoute une taxe de trois sous par acre de terrain. Ceux qui en possèdent des dizaines de milliers ne pourront suffire à l’entretien, sans compter les taxes qui atteignent plusieurs centaines de piastres dans bien des cas. Incapables de rencontrer ces nouvelles exigences, ils se départent de la quasi-totalité de leurs propriétés, à raison de soixante sous l’acre.
Pour plusieurs, le besoin de nouvelles terres représente la seule chance de survie du peuple canadien français et la manière d’éviter l’assimilation américaine. Le clergé catholique qui craint pour sa propre survie, fera tout ce qui est en son pouvoir pour retenir les fidèles au pays.
À partir de 1855, ces lots deviennent la propriété de Canadiens français. La subdivision de 20 acres par terre permet alors l’établissement de plusieurs familles, souvent nombreuses. Depuis l’abolition du régime seigneurial en 1854, des colons viennent de Québec par le chemin Craig qui relie Québec à Richmond et par le chemin Gosford qui relie Québec à Sherbrooke puis au Maine. D’autres viennent de Montréal et des Trois Rivières directement au travers des bois.
Établi depuis 1858, Hubert Prince devient le premier colon officiel de Saint-Adrien. Les registres d’époque indiquent aussi les noms d’Elzéar Langevin, Napoléon Champoux, Georges Champoux, Benjamin Bellerose. Les familles Gagné, Gagnon, Paradis, Morasse, Pomminville, Paquette, Morin,, Wicksteed, Reed et Stayner complètent la liste. Ces familles habitent les rangs un et deux de la paroisse Saints-Anges de Ham (Ham Nord). Leur annexion à Saint-Adrien ne se fera qu’à partir des années 1890. Pour cette raison, on ne considérera pas ces familles comme les premières de Saint-Adrien. Pourtant elles y étaient établies depuis plus de vingt ans avant la fondation de la paroisse.
En octobre 1878, la création de Saint-Adrien est en cours. Le 8 octobre, à l'assemblée du conseil, on inscrit «Saint-Adrien de Ham». Le 10 du même mois, François-Xavier Charland devient le premier maire de la paroisse. Le choix du maire se fait au sein du conseil. Le 15 octobre 1878, le conseil du comté de Wolfe approuve une résolution qui décrète la municipalité de la partie sud ouest de Ham. Cette journée correspond à la première séance du conseil municipal.
En 1885 On s’apprête à recevoir le premier curé résidant, Joseph-Arthur Hamel, un jeune prêtre de 30 ans, né à Saint-Norbert. Il s’occupe de la mission durant quatre ans et il quitte juste avant l’érection en paroisse, qui se passe le 28 avril 1890, sous les auspices du curé Théberge. Celui-ci fondera le premier conseil de fabrique dès l’année suivante.

## Géographie
Saint-Adrien est un village perché dans les Appalaches à la frontière des Bois-Francs.
Le crénon de la rivière Nicolet Nord-Est est situé à l'ouest du village.

## Démographie
| 1996 | 2001 | 2006 | 2011 | 2016 | 2021 |
| ---- | ---- | ---- | ---- | ---- | ---- |
| 534  | 530  | 488  | 490  | 522  | 522  |

## Administration
Les élections municipales se font en bloc pour le maire et les six conseillers.
| Saint-Adrien Maires depuis 2001                                                                                      |                 |         |          |
| Élection | Maire           | Qualité | Résultat |
| 2001 | Pierre Therrien |         | Voir     |
| 2005 | Pierre Therrien | Voir    |          |
| 2009 | Pierre Therrien | Voir    |          |
| 2013 | Pierre Therrien | Voir    |          |
| 2017 | Pierre Therrien | Voir    |          |
| 2021 | Pierre Therrien | Voir    |          |
| Élection partielle en italique Depuis 2005, les élections sont simultanées dans toutes les municipalités québécoises |                 |         |          |

## Église

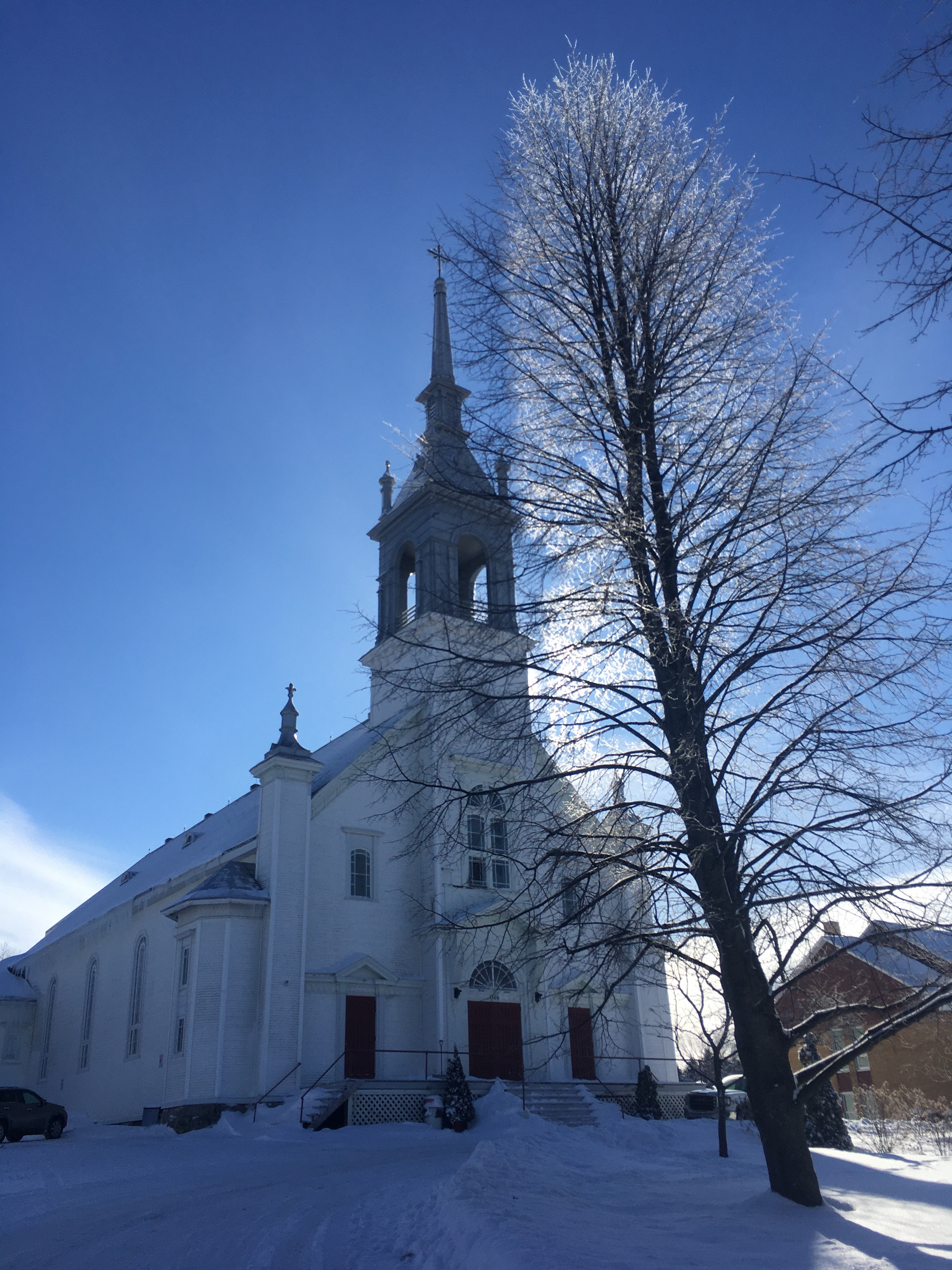
Église Saint-Adrien, vue de face, hiver 2021

La construction de l'église de Saint-Adrien remonte à 1911 et s'étend jusqu'en 1912. Le concepteur de l'église est l'architecte Louis-Napoléon Audet. L'église est acheté en 2017 par Projet 1606, une entreprise de gestion de biens immobiliers à vocation culturelle et sociale fondée par Pierre-Philippe Côté.